# Маршът през протоците
Маршът през протоците (и по-точно през протоците Белт) се нарича една от най-безразсъдните и отчаяни военни кампании в историята. Въпреки огромните рискове, тя води до забележителен успех. Като част от Малката северна война (1655 – 1660) маршът се оказва спасителен за шведската армия на Карл X. Той води право до капитулацията на Дания и до мира от Роскиле с всичките му значими последици.

## Трудно начало на войната
Карл Х се впуска във война с Полша през 1655 г., за да защити правото си да седи на шведския трон. Причината е, че полският крал Ян ІІ Казимир е негов съперник за мястото. Шведите постигат значителни успехи, като превземат Варшава и Краков, но крайната им цел да поставят под контрол цялата страна остава недостижима. Карл си осигурява съюза на Бранденбургския курфюрст (и крал на Прусия) Фридрих-Вилхелм, което също не е достатъчно. Надигналата се съпротива сред католическото полско селячество принуждава шведите да отстъпят на север. В битката при Варшава през юли 1656 г. те побеждават, но не успяват да се измъкнат от патовата ситуация. В началото на 1657 г. Карл вече не вижда как да спечели войната, гледан е с подозрение и от Европа. Тогава Дания се включва във войната и с това му подава спасителното решение.
Дания има сериозна причина да се намеси. Десет години по-рано, по време на Шведско-датската война от 1643 – 1645 г. тя губи островите Готланд и Йозел (Сааремаа), както и провинции в Норвегия. Крал Фредерик III вярва, че е време за реванш. Въпросът не е само емоционален, а и на оцеляване. Дания се опасява, че ако не спре шведите достатъчно рано, скоро те ще бъдат твърде силни и ще я изместят като лидер в Балтийско море. Без да е добре подготвена, разчитайки само на своите острови и на една нова крепост, тя се хвърля в ръцете на амбициозния шведски крал.

## Хронология на кампанията
Дания обявява война на 1 юни 1657 г. Тя остъпва приблизително в съотношение две към едно спрямо шведските възможности. Новата крепост Фредериксоде на източния бряг на Ютланд трябва да спре шведското настъпление, но нейните 8000 защитници не се оказват достатъчни. Генерал Карл Густав Врангел я обсажда на 25 август и точно след два месеца я превзема с щурм. В това време Карл Х завзема Бремен (шведско владение, което датчаните са окупирали) и след това целия полуостров Ютланд. Дори това не стряска датчаните, защото между него и Копенхаген има няколко протока (известни като Голям и Малък Белт), защитавани от датския флот.
Климатът помага на шведския крал. Това е времето на Малката ледникова епоха и в началото на януари 1658 г. настъпва незапомнен студ. Морето е сковано от дебел лед. Постепенно сред шведите се появява идеята да пресекат по него водните препятствия и от остров на остров да стигнат до Копенхаген. Карл моли своя най-опитен военен инженер граф Ерик Далберг да проучи дали ледът би издържал цяла армия, заедно с артилерията и конете. Този способен човек, наричан „Вобан на севера“ се връща с добри новини. На 30 януари първите шведски части преминават широкия по-малко от километър Малък Белт и се озовават на остров Фюн. Там местните датски войски (3000 души) оказват известна съпротива, но са пометени.
Сега идва ред на Големия Белт, чиято ширина от 16 километра не е за подценяване. Далберг съветва краля да не минава направо към главния остров Зееланд, а да заобиколи през Лангелан и Лоланд. На 5 февруари хазартното начинание започва. На места ледът се напуква и във всеки момент може да се строши. Цялата армия може да пропадне. Един френски представител, който придружава шведите, свидетелства, че през повечето време войниците газят до коленете в ледена киша. При това времето омеква. Нищо обаче не се случва и от Лоланд армията минава на следващия остров Фалстер, откъдето стига направо на Зееланд. На 8 февруари, оказала се на твърда земя, тя обсажда малката крепост Вордингборг. Тук в събитията се включва мрачната фигура на Корфиц Улфелд – борец за правата на датската аристокрация, но назначен за канцлер. За да унижи краля си, той договаря капитулацията на Вордингборг, след което полага всички усилия да убеди правителството, че съпротивата е безсмислена. Карл Х потегля бързо към датската столица и на 15 февруари вече е под стените ѝ. Шведската кампания е голяма изненада, тъй като Фредерик ІІІ и неговото обкръжение са смятали, че тя ще започне чак пролетта. Отчаяната Дания пристъпва към спасението си с т. нар. „Панически мир“.

## Последици
Преговорите започват на 26 февруари в градчето Роскиле, близо до Копенхаген. Те продължават кратко и завършват с унижение за Дания. Тя е принудена да отстъпи територии, които са нейни от векове – Скания, Блекинге и Халанд в южната част на Скандинавския полуостров, областта около Трондхайм на север, както и остров Борнхолм. Дания изгубва мястото си на велика сила в балтийския регион, вече не контролира изцяло и датските протоци, за да получава такси от тях.
Пред Дания има още по-голяма заплаха. Карл иска да я унищожи окончателно и да възстанови Калмарската уния, но вече под свое ръководство. Когато през лятото на 1658 г. се формира нова антишведска коалиция и Фредерик ІІІ се включва в нея, шведите обсаждат Копенхаген. Датчаните са успели да се съвземат и обсадата се проваля. В същото време холандска ескадра, начело с известния адмирал Михиел де Ройтер, идва на помощ. Тя побеждава шведите. В окончателния договор Дания получава обратно Трондхайм и Борнхолм. Това е малка утеха, защото най-важните земи отнети по-рано, остават под шведска власт.